# Gerald Schreck
Gerald Click Schreck (Pensacola, 8 de marzo de 1939-Pensacola, 2 de abril de 2022) fue un deportista estadounidense que compitió en vela en la clase Dragon. Participó en los Juegos Olímpicos de México 1968, obteniendo una medalla de oro en la clase Dragon.

## Palmarés internacional
| Juegos Olímpicos | Juegos Olímpicos          | Juegos Olímpicos | Juegos Olímpicos |
| Año              | Lugar                     | Medalla          | Clase            |
| ---------------- | ------------------------- | ---------------- | ---------------- |
| 1968             | Ciudad de México (México) | Medalla de oro   | Dragon           |